# Retfærdige blandt nationerne
Retfærdige blandt nationerne (hebraisk: חסידי אומות העולם, khassidey umot ha-olam "retfærdige af verdens nationer") er et hædersbevis etableret af den jødiske mindepark Yad Vashem. Dette blev etableret af respekt for de mellem fem og seks millioner jøder, som blev myrdet før og under 2. verdenskrig – også kaldet Holocaust.

## Begrundelse og omfang
Yad Vashems "Retfærdige blandt nationer" tilfalder mennesker, som hjalp og reddede forfulgte jøders liv i de vanskelige krigsår. Totalt i verden er det per 2007 tildelt 21.758 personer. Det er således en udmærkelse, som skal være meget godt begrundet.
Efter en tildeling af "Retfærdige blandt nationer" får den tildelte en navneplade i sten, og et træ bliver plantet i mindeparken Yad Vashem.

## Danske retfærdige blandt nationerne
Efter særskilt ønske, er medlemmer af den danske modstandsbevægelse, som deltog i redningen af de danske jøder, opført som en gruppe bestående af 22 personer.